# Nebulosa Dumbbell
La nebulosa Dumbbell (también conocida como Objeto Messier 27, M27 o NGC 6853) es una nebulosa planetaria en la constelación de Vulpecula, a una distancia de 1250 al.
Esta nebulosa fue la primera nebulosa planetaria descubierta y descrita por Charles Messier en 1764. Con una magnitud aparente de +7,4 y un diámetro de 8 minutos de arco, es fácil de observar con unos binoculares.
La nebulosa Dumbbell tiene una edad estimada de 3000 a 4000 años.

## Características
La nebulosa Dumbbell, a veces conocida en español como nebulosa de la Haltera, o de la Mancuerna (significado del término inglés dumbbell), o bien como nebulosa de la Manzana, constituye, igual que la célebre M57, un ejemplo de nebulosa planetaria: la envoltura expulsada por una estrella moribunda. Esta fase en la muerte de una estrella no dura demasiado tiempo, por lo cual no hay una gran cantidad de nebulosas en el firmamento. Pasados 50 000 años, simplemente se disipan en el espacio. 
Se estima la distancia a la nebulosa de unos 1000 años luz, lo cual implicaría unas dimensiones de entre 2 y 3 años luz para este objeto: se trataría de una de las mayores nebulosas planetarias conocidas.